# Caropo
Caropo es el nombre de dos jefes epirotas, abuelo y nieto, del siglo II a. C.
El primero fue un jefe epirota, aliado de los romanos que vivió en el siglo II a. C. Se declaró acérrimo enemigo del rey de Macedonia y luchó siempre en contra suya.
El segundo Caropo, nieto del anterior, fue otro jefe epirota que murió en 157 a. C. y que, como su abuelo, luchó constantemente al lado de los romanos. Derrotados los macedonios, se apoderó del reino de Epiro, el cual gobernó algún tiempo con el apoyo de Roma.
- El contenido de este artículo incorpora material del tomo 17 de la Enciclopedia Universal Ilustrada Europeo-Americana (Espasa), cuya publicación fue anterior a 1945, por lo que se encuentra en el dominio público.

- Datos: Q5086631